# Giovanni Bizzelli

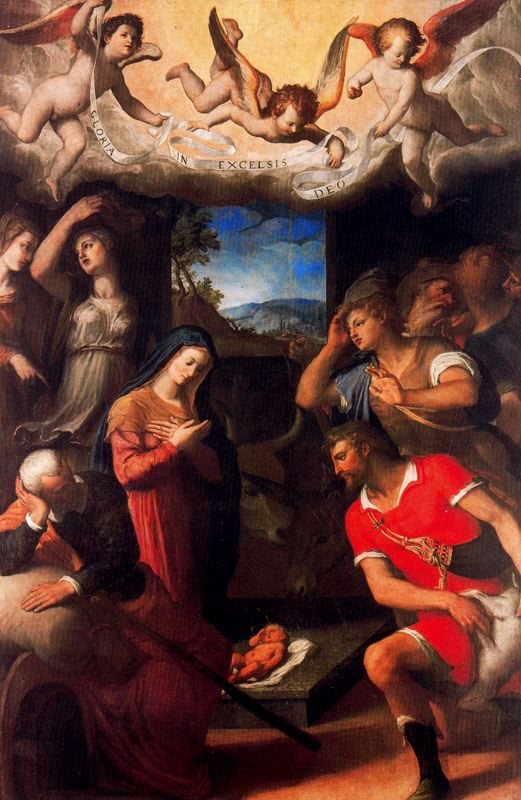
Adoración de los pastores, 1586. Valencia, Real Colegio del Corpus Christi

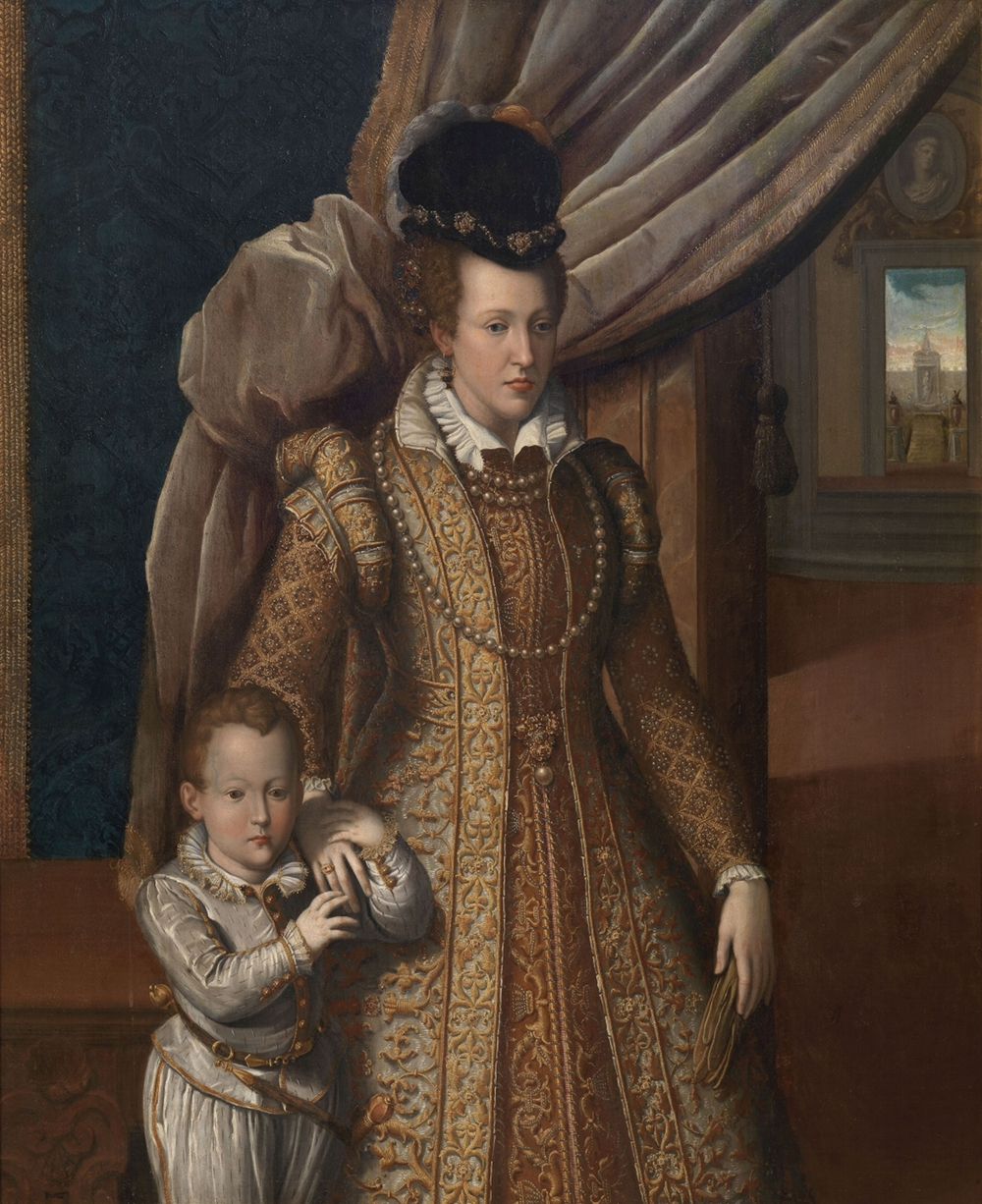
Juana de Austria con su hijo Felipe de Médici, 1586. Florencia, Galleria degli Uffizi

Giovanni Bizzelli (Florencia, 1556-Florencia, 1612) fue un pintor manierista italiano activo en Florencia y Roma.

## Biografía
Matriculado en 1569-1570 en la escuela de dibujo de Florencia, fue alumno de Alessandro Allori, cuyo estilo siguió felmente durante su carrera como artista independiente. Aún bajo la égida de su maestro, colaboró en las decoraciones realizadas con motivo de los funerales del gran duque Cosme I de Médici (1574). En 1575 viajó a Roma, donde pintó un Crucifijo con la Virgen y San Juan Evangelista para la iglesia de la Misericordia de' Fiorentini (ahora en San Giovanni Decollato). De vuelta en Florencia, trabajó a las órdenes de Allori en la decoración con grutescos del Palazzo Salviati,  en los frescos del coro de la iglesia de Santa Águeda y en 1581-1582 en los frescos del Corredor Vasariano del palacio de los Uffizi, colaborando con Antonio Tempesta en la realización de los grutescos. Realizó algunos cartones decorativos para las honras fúnebres del rey Felipe II de España y de su hermana Margarita de Parma.
En 1584 pintó por encargo de Leonor de Médici una Anunciación de carácter netamente bronzinesco, tal vez su obra más notable. Dicha tela se conserva actualmente en la Galería de los Uffizi de Florencia. Una Adoración de los pastores en el claustro del Colegio del Patriarca de Valencia, que se había tenido por obra de Martin de Vos, lleva su firma: «1586. Joannis Bezzallius flor.», aparecida tras la limpieza y restauración realizada en 1981.

## Obras destacadas
- Pietà (1579, Pieve di San'Ippolito)
- Anunciación (1584, Uffizi, Florencia)
- Juana de Austria con su hijo Felipe de Médici (1586, Uffizi)
- Adoración de los Pastores (Colegio del Corpus Christi, Valencia)
- Magdalena penitente (Museo de Bellas Artes, Valencia)
- Martirio de Santiago el Mayor (1601, Santa Maria Maddalena de' Pazzi, Florencia)